# Kleinmäuliger Lippfisch
Der Kleinmäulige Lippfisch (Centrolabrus exoletus) ist eine Art der Lippfische, die im Nordostatlantik anzutreffen ist.

## Merkmale
Der Kleinmäulige Lippfisch hat einen seitlich abgeflachten, ovalen und hochrückigen Körper und erreicht eine Körperlänge bis maximal 18 Zentimeter. Der spitze Kopf besitzt ein endständiges Maul, das die für die Lippfische typischen wulstigen Lippen ausbildet. Die Färbung weist während der Paarungszeit einen Sexualdimorphismus auf. Die Grundfarbe der Fische ist braun oder rötlich mit einem orangefarbenen bis gelben Kopf, der eine Zeichnung aus feinen blauen Linien aufweist, die anders als bei der Goldmaid nicht bis zu den Kiemendeckeln reichen. Die Schwanzflosse besitzt ein oder zwei verwaschene Binden. Während der Laichzeit tragen die Männchen zwei auffällige, leuchtend blau gefärbte Binden zwischen dem Maul und den Augen.
Die ungeteilte Rückenflosse besitzt 18 bis 20 harte Flossenstrahlen und danach 5 bis 7 weiche, die Afterflosse 4 harte und 6 bis 8 weiche Flossenstrahlen. Die Bauchflossen sind brustständig. Insgesamt liegen 33 bis 37 Schuppen entlang der Seitenlinie.

## Verbreitung
Der Kleinmäulige Lippfisch ist im nordöstlichen Atlantik von Grönland und Norwegen bis nach Portugal anzutreffen.

## Lebensweise
Die Fische leben im Bereich küstennaher algenbewachsener Felsen oder Seegraswiesen, wobei sie einzeln oder paarweise auftreten. Sie ernähren sich von kleinen Wirbellosen.
Der Schuppenwangen-Lippfisch ist ein Protogyner Zwitter; der anfangs weibliche Fisch wechselt entsprechend sein Geschlecht und wird zu einem männlichen Tier. Die Fortpflanzungszeit der Fische reicht vom Mai bis zum Juli, der Laich wir in Algen abgelegt.

## Belege
1. 1 2 3 4  Andreas Vilcinskas: Fische – Mitteleuropäische Süßwasserarten und Meeresfische der Nord- und Ostsee. BLV Verlagsgesellschaft, München 2000; S. 136; ISBN 3-405-15848-6.
2. ↑  Kleinmäuliger Lippfisch auf Fishbase.org (englisch)